# Jaime Monzó
Jaime Monzó Cots (Barcelona, 1946. október 31. – Barcelona, 2020. január 7.) Európa-bajnoki ezüstérmes spanyol úszó, olimpikon.

## Pályafutása
Az 1966-os utrechti Európa-bajnokságon 200 méter háton ezüstérmet szerzett. Az 1968-as mexikóvárosi olimpián ugyanebben a versenyszámban indult, de nem jutott be a döntőbe.

## Sikerei, díjai
- Európa-bajnokság
  - ezüstérmes: 1966 (200 m hát)